# Madtsoia
Madtsoia è un genere estinto di serpente madtsoiide di grande successo vissuto dal Cretaceo superiore all'Oligocene superiore (Coniaciano/Santoniano-Chattiano), in quelli che oggi sono l'Argentina, Brasile, India e Madagascar, che un tempo formavano il supercontinente Gondwana. Il genere contiene quattro specie, separate geologicamente e temporalmente.

## Descrizione e specie
Il genere contiene quattro specie, separate geologicamente e temporalmente:
- M. bai, la specie tipo[1], è nota dall'Eocene della Formazione Casamayoran, Argentina[1], e rappresenta la specie più grande con una lunghezza stimata di 9–10 metri;[2][3]
- M. camposi[4], vissuta nel Paleocene delle formazioni Las Flores (Argentina) e Itaboraí (Brasile), raggiungendo una lunghezza stimata di 5–6 metri;
- M. madagascariensis[5], vissuta nel Cretaceo superiore (Maastrichtiano) della Formazione Maevarano (Madagascar), con una lunghezza stimata a 5,1 metri per un peso di 50 kg, sebbene un esemplare isolato ancora non propriamente descritto suggerisce che questa specie potesse raggiungere anche gli 8 metri di lunghezza massima;[5]
- M. pisdurensis[1], vissuta anch'essa nel Cretaceo superiore (Maastrichtiano) della Formazione Lameta dell'India[1], raggiungendo anch'essa una lunghezza di circa 5 metri;[1]

Alcuni esemplari riferiti al genere Madtsoia ma ancora in attesa di una descrizione ufficiale, sono stati ritrovati anche nella Formazione In Beceten (Niger) risalente al Coniaciano (Cretaceo superiore), e a Laño (Spagna) risalenti al Campaniano.